# 허 문숙
허 문숙(許 文叔, 기원전 11세기 경)은 허나라의 제1대 남작(재위: 기원전 11세기 경)이다. 이름은 정(丁)이고, 주 무왕에게서 남작의 작위를 받고 허나라에 봉해졌고, 태악(太岳)의 제사를 받드는 일을 맡았다.